# The Crystal Method (альбом)
The Crystal Method — пятый студийный альбом американского электронного дуэта The Crystal Method. Его релиз состоялся 14 января 2014 года, однако уже с 4 января альбом доступен для свободного прослушивания на сайте The Hype Machine. Первоначально выпуск пластинки планировался на 2013 год, но был отложен из-за тяжёлой операции на головном мозге одного из участников дуэта Скотта Киркленда.

## Об альбоме

### Анонс и выпуск
Запись нового студийного материала началась в середине 2012 года в Лос-Анджелесе. До этого совместно с соул-певицей Мартой Ривз музыканты записали композицию «I’m Not Leaving», изданную на сборнике разных исполнителей Re:Generation Music Project 2012. 22 февраля 2013 года Скотт Киркленд в профиле The Crystal Method в Твиттере оставил следующее сообщение:
Мы будем играть песни с нового альбома сегодня вечером на @BellyUp!!! Спасибо всем вам. Скотт.
Оригинальный текст (англ.)We’ll be playing tracks from the new album @BellyUp tonight!!! Thank you Aspen. Scott.
Музыканты хотели выпустить новую пластинку летом 2013, но из-за операции по удалении кисты на головном мозге у Киркленда релиз альбома пришлось отложить.
В ноябре 2013 года был выпущен сингл «Emulator», а месяцем позже было обнародовано название альбома «The Crystal Method». Также в декабре в качестве второго сингла выходит песня «Over It», в записи которой принимала участие певица Диа Фрэмптон. К композиции был снят видеоклип. С 4 января 2014 музыкальный материал пластинки стал доступен для прослушивания на сайте The Hype Machine. Официальный релиз альбома состоялся 14 января 2014 года.
В музыкальном плане The Crystal Method содержит влияния современной электронной танцевальной музыки и дабстепа. Помимо этого присутствует множество элементов синти-рока, фанка и дэнсхолла.

### Реакция критиков
Альбом получил сдержанные отзывы от музыкальных обозревателей. Редактор Alternative Press Энни Залесски оценил работу на три с половиной звезды, отметив, что альбом является чем-то средним между New Order и Daft Punk. Ян Робинсон из CraveOnline присудил пластинке семь баллов из десяти, однако сказав, что это «наименее динамичная работа электронного дуэта». Лили Муаери из The A.V. Club поставила B-, добавив: «Альбом хочется слушать, но The Crystal Method исчерпали себя». Обозреватель Allmusic Грегори Хейни оценил альбом в 3 звезды из 5. Он написал: «The Crystal Method повторяются… они добавили лишь немного современного клубняка к своему тяжёлому синтезаторному звуку». Но в завершение своей рецензии Хейни добавил, что дуэт всё равно остаётся одним из лучших долгоживущих коллективов электронной музыки.

## Список композиций
Слова и музыка всех песен — Скотт Киркленд и Кен Джордан.
| №   | Название                                         | Перевод          | Длительность |
| --- | ------------------------------------------------ | ---------------- | ------------ |
| 1.  | «Emulator»                                       | Эмулятор         | 5:14         |
| 2.  | «Over It» (совместно с Диэй Фрэмптон)            | Перед ними       | 3:14         |
| 3.  | «Sling The Decks»                                | Покинуть палубу  | 4:50         |
| 4.  | «Storm The Castle» (совместно с Le Castle Vania) | Штурм крепости   | 4:22         |
| 5.  | «110 To The 101»                                 | 110 к 101        | 5:46         |
| 6.  | «Jupiter Shift»                                  | Движение Юпитера | 5:03         |
| 7.  | «Dosimeter» (совместно с Ником Таером)           | Дозиметр         | 6:16         |
| 8.  | «Grace» (совместно с Лиэнн Раймс)                | Украшение        | 5:06         |
| 9.  | «Difference» (совместно с Фрэнки Пересом)        | Разные           | 4:04         |
| 10. | «Metro»                                          | Метро            | 1:26         |
| 11. | «After Hours» (совместно с Afrobeta)             | После закрытия   | 3:52         |

## Участники записи
| The Crystal Method - Скотт Киркленд — синтезатор, программинг, продюсирование - Кен Джордан — синтезатор, программинг, продюсирование | Приглашённые музыканты - Джефф «Кармел» Колдуэлл — гитара - Энтони Маринелли — синтезатор - Диа Фрэмптон — вокал («Over It») - Le Castle Vania — продюсирование («Storm The Castle») - Ник Таер — продюсирование, микширование («Dosimeter») - Лиэнн Раймс — вокал («Grace») - Даррел Браун — аранжировка - Фрэнки Перес — вокал («Difference») - Afrobeta — продюсирование, вокал («After Hours») | Другой персонал - Тобиас Эйнус — микширование, аранжировка - Чепмен Бейлер — фотограф - Боб Кадри — дизайн |

## Позиции в чартах
| Чарт (2014)             | Высшая позиция |
| ----------------------- | -------------- |
| Top Independent Albums  | 9              |
| Dance/Electronic Albums | 3              |
| Billboard 200           | 56             |